# Vurnon Anita
Vurnon San Benito Anita (* 4. April 1989 in Willemstad, Curaçao, Niederländische Antillen) ist ein niederländischer Fußballspieler. 

## Karriere

### Verein
Vurnon Anita wurde auf Curaçao (bis 2010 Teil der Niederländischen Antillen) geboren und kam schon als Kleinkind mit seinen Eltern in die Niederlande, wo er in Maarssen beim örtlichen Fußballverein mit dem Fußballspielen begann. Als Anita sieben Jahre alt war, ging die Familie für ein Jahr nach Curaçao zurück; hier spielte er beim CVV Willemstad, einem Verein aus der Hauptstadt der Karibikinsel. 1997 kamen die Anitas wieder in die Niederlande, der junge Vurnon spielte wieder bei der VV Maarssen. 1999 wechselte der damalige Mittelfeldregisseur seiner Mannschaft in die E-Jugend des AFC Ajax in Amsterdam. Schon mit 16 Jahren debütierte Anita unter Trainer Henk ten Cate am 19. März 2006 in der ersten Mannschaft von Ajax: da zu viele Mittelfeldspieler verletzt ausgefallen waren, stand der A-Jugendspieler Anita im Eredivisie-Spiel beim FC Groningen neben Thomas Vermaelen, Steven Pienaar, Markus Rosenberg und Klaas-Jan Huntelaar über 90 Minuten auf dem Platz. Allerdings ging das Match mit 2:3 verloren. Drei Tage später kam er auch im Pokalhalbfinale gegen Roda JC, das Ajax mit 4:1 nach Verlängerung gewann, zum Einsatz. Sein Trainer in der U-17-Nationalmannschaft, Ruud Kaiser, sagte zu dieser Zeit über ihn, er verfüge über ein „enormes Laufvermögen, unglaubliche Beschleunigung und Übersicht“. Er sorgt in seiner Mannschaft für die Balance zwischen Angriff und Abwehr. Dennoch blieb er in dieser und den folgenden zwei Spielzeiten eine feste Größe nur in den Nachwuchsmannschaften der Amsterdamer.
Erst in der Folgesaison kam Anita zu seinem zweiten Ligaspiel. Am 18. Februar 2007 beim 2:2 gegen Excelsior hießen seine Mitspieler im Mittelfeld Edgar Davids, Wesley Sneijder und Gabri. Es folgte eine Saison, in der er keinen einzigen Ligaeinsatz verzeichnen konnte. Erst ab dem Winter 2008/09 avancierte er unter Marco van Basten langsam vom Ergänzungs- zum Stammspieler, wobei er von diversen Verletzungen der Stammkräfte Gabri, Eyong Enoh, Rasmus Lindgren und Jan Vertonghen profitierte. Anita spielte meist im rechten Mittelfeld, gelegentlich auf links – auch wenn er nicht beidfüßig ist, so reichen die Fertigkeiten des linken Fußes doch für einen ordentlichen Schuss – und kam noch auf 16 Eredivisie-Einsätze. In der Saison 2009/10 rückte er unter Martin Jol auf die Position des linken Verteidigers und machte 26 Spiele in der Eredivisie; nach Platz drei in der Vorsaison erreichte Ajax in diesem Jahr den zweiten Platz, nur einen Punkt hinter dem FC Twente. Im November 2009 verlängerte Anita seinen Vertrag mit den Amsterdamern um ein Jahr bis zum Saisonende 2012. Nachdem Jol im Dezember 2010 durch Frank de Boer abgelöst wurde, rückte Anita in der Ajax-Spielformation wieder ins Mittelfeld vor. Zur Saison 2012/13 wechselte Anita zu Newcastle United, wo er einen Fünfjahresvertrag bis zum 30. Juni 2017 unterschrieb.
Nach Ablauf dieses Vertrags wechselte er im Juli 2017 ablösefrei zu Leeds United. In den folgenden knapp drei Spielzeiten kam Anita jedoch nur auf insgesamt 18 Ligaeinsätze. Während der Saison 2018/19 wurde er an den niederländischen Klub Willem II ausgeliehen. Er verließ Leeds Ende Februar 2020 in Richtung des bulgarischen Vereins ZSKA Sofia. Von dort aus ging es bereits im August 2020 wieder zurück in die Heimat zur RKC Waalwijk. Hier absolvierte er in der folgenden Spielzeit 29 Ligaspiele, doch sein Vertrag wurde nach Saisonende zunächst nicht verlängert. Ende August 2021 unterzeichnete er doch noch einen Vertrag, der im Sommer 2022 erneut verlängert wurde.

### Nationalmannschaft
Auf internationaler Bühne fiel er erstmals in der von Ruud Kaiser trainierten U-17-Nationalmannschaft auf, als er in der Qualifikation für die U-17-EM 2005 zwei Tore erzielte, eins davon beim 3:2-Sieg in Deutschland gegen die Auswahl der Gastgeber. Zu dieser Zeit spielte er auch in der Auswahl im rechten Mittelfeld. Beim Endturnier in Italien erreichte die Mannschaft, in der auch der spätere A-Nationalspieler Dirk Marcellis und Anitas Amsterdamer Vereinskameraden John Goossens und Jeffrey Sarpong standen, das Finale, das sie gegen die türkische Auswahl mit 0:2 verlor. Damit qualifizierte sich Kaisers Team für die U-17-Weltmeisterschaft im selben Jahr in Peru, wo es – ebenfalls mit Anita und Marcellis – im Halbfinale dem späteren Weltmeister Mexiko unterlag. Im „kleinen Finale“ gab es das Revanchespiel gegen die türkische Mannschaft, in dem die Niederländer diesmal mit 2:1 erfolgreich waren und sich somit den dritten Platz sicherten. Insgesamt erzielte Anita in 16 Spielen der U-17-Auswahl drei Tore.
2007 stand er im europäischen Aufgebot beim UEFA-CAF Meridian Cup. Nach guten Leistungen im Verein in der Saison 2009/10 berief ihn Bondscoach Bert van Marwijk im Mai 2010 etwas überraschend ins Trainingslager der A-Nationalmannschaft in Hoenderloo. Wenige Tage später wurde Anita auch in den vorläufigen 30er-Kader für die Weltmeisterschaft in Südafrika berufen. In Hoenderloo imponierte der kleine Ajacide van Marwijk, der ihn als „schnell, vielseitig und aggressiv“ lobte. Da Anita links wie rechts in der Verteidigung spielen könne, könne er im Hinblick auf eine nicht ausgeheilte Verletzung Giovanni van Bronckhorsts eine gute Alternative im WM-Kader sein. Beim Test-Länderspiel gegen Mexiko am 26. Mai 2010 in Freiburg im Breisgau gab er sein Debüt im Team, als er zur zweiten Halbzeit für Edson Braafheid eingewechselt wurde. Für den 23er-WM-Kader van Marwijks fand er jedoch keine Berücksichtigung. Am 7. September 2010 absolvierte er bei dem 2:1-Sieg gegen Finnland sein bislang letztes Länderspiel.
Seit dem 25. März 2021 spielt er auf Grund seiner doppelten Staatsbürgerschaft nun für die A-Nationalmannschaft von Curaçao. Dort bestritt Anita bisher sechs Qualifikationsspiele zur Weltmeisterschaft 2022, schied jedoch mit der Mannschaft in der zweiten Qualifikationsrunde gegen Panama aus.

## Erfolge
- Niederländischer Meister mit Ajax Amsterdam: 2010/11
- KNVB-Pokal mit Ajax Amsterdam: 2005/06, 2006/07, 2009/10
- Johan-Cruyff-Schaal mit Ajax Amsterdam: 2006, 2007
- UEFA-CAF Meridian Cup mit der europäischen Fußballauswahl: 2007